# Zlatna Livada, Stara Zagora
Zlatna Livada (în bulgară Златна Ливада) este un sat în comuna Cirpan, regiunea Stara Zagora,  Bulgaria. 

## Demografie
Componența etnică a satului Zlatna Livada
     Bulgari (100%)
     Nicio identificare (0%)
     Altele (0%)
La recensământul din 2011, populația satului Zlatna Livada era de 63 locuitori. Din punct de vedere etnic, toți locuitorii erau bulgari.